# Église de l'Immaculée-Conception de Metz
Pour les articles homonymes, voir Église de l'Immaculée-Conception.
L’église de l’Immaculée-Conception est un édifice de culte catholique situé 47 rue du Trois-Évêchés à Metz.

## Contexte historique
Pendant l’annexion, Metz se transforme sous l’action des autorités allemandes qui décident de faire de son urbanisme une vitrine de l’empire wilhelmien. L’éclectisme architectural se traduit par l’apparition de nombreux édifices de style néo-roman tels la poste centrale, le Temple Neuf ou une nouvelle gare ferroviaire ; de style néo-gothique tels le portail de la cathédrale et le temple de Garnison, ou encore de style néo-Renaissance tel le palais du Gouverneur.

## Construction et aménagements
L’édifice fut construit entre 1913 et 1924. L’architecte strasbourgeois Joseph Muller commence la construction le 7 juin 1913, alors que la guerre se prépare. Le plan est en croix latine. La tour est insérée entre le chœur et le transept ouest, sur le modèle de l’église de Rosheim. Les travaux sont interrompus jusqu’en 1919. Un nouvel architecte, nommé Collin, reprend alors les travaux. Mais le projet initial, jugé trop ambitieux, est fortement revu à la baisse, faute de budget. Le projet de flèche est abaissé de dix mètres et la décoration sculptée est très allégée. L’édifice est finalement consacré le 24 juillet 1924, et placé sous le vocable et le patronage de l'Immaculée Conception.